# Istoria Uniunii Sovietice
Acest articol face parte din seria dedicată Uniunii Sovietice, un stat federal azi dispărut (1917–1991).
Istoria Uniunii Sovietice începe cu Revoluția rusă din 1917. Bolșevicii conduși de Lenin s-au impus ca principala forță politică rusă, deși au trebuit să implice țara într-un lung și sângeros război civil împotriva monarhiștilor contrarevoluționari și intervenționiștilor străini. Bolșevicii, care s-au rebotezat Partidul Comunist, și forțele armate pe care le-au organizat, Armata Roșie, au ieșit învingătoare din războiul civil. Comunismul a fost impus în toate teritoriile care au aparținut fostului Imperiu Rus. După moartea lui Lenin, puterea a fost cucerită de Iosif Vissarionovici Stalin. El a supus întreaga societate sovietică unui proces de "epurare", prin care a distrus orice urmă de opoziție internă din partid, armată sau din rândurile populației. Al doilea război mondial, cunoscut în istoriografia sovietică și rusă ca "Marele Război pentru Apărarea Patriei", a devastat cea mai mare parte a zonei europene a URSS-ului și a dus la moartea a numeroși civili și militari sovietici și din celelalte țări implicate în conflict. După victoria împotriva Germaniei Naziste a Aliaților, armata Uniunii Sovietice a ocupat cea mai mare parte a Europei Răsăritene. În această zonă au fost instalate guverne comuniste, apărând ceea ce a fost denumit mai apoi blocul sovietic. Războiul rece a izbucnit ca urmare a luptei indirecte dintre URSS și SUA pentru influență mondială. Uniunea Sovietică a încetat să mai existe în 1991, când Boris Elțîn a preluat puterea după eșecul tentativei de lovitură de stat a conservatorilor ruși, care încercau să oprească reformele inițiate de Presedintele Mihail Gorbaciov. 

## Revoluția rusă
În timpul primului război mondial, Rusia țaristă a suferit din cauza crizei economice și foametei. Armata țaristă, condusă, echipată și aprovizionată prost și demoralizată a suferit o serie de înfrângeri. Mulți soldați au dezertat. Insatisfacția față de monarh și de politica de continuare a războiului a guvernului său a crescut în continuu. Țarul Nicolae al II-lea a abdicat în februarie 1917.
A fost instalat în fruntea țării un guvern provizoriu condus mai întâi de Prințul Gheorghi Evghenievici Lvov și mai apoi de Alexandr Kerenski, care însă a refuzat să facă pace cu Puterile Centrale. Guvernul Provizoriu nu a fost în stare să promulge o lege a reformei agrare atât de așteptată de țărănimea rusă, care reprezenta aproximativ 80% din populație. 
Printre militari, nesupunerea la ordine și dezertarea erau fenomene larg răspândite. Intelectualitatea era  nemulțumită de ritmul încet al reformelor. Sărăcia devenea endemică, iar diferențele dintre bogați și săraci și inegalitățile sociale erau în creștere, în timp ce guvernul provizoriu devenea tot mai mult o organizație autocratică, care era pe punctul de a ceda ispitei să se transforme într-un guvern militar. Dezertorii se reîntorceau în orașe pentru a se alătura muncitorilor socialiști nemulțumiți, cărora le ceda de cele mai multe ori armele aduse de pe front. Condițiile proaste de viață din orașe erau terenul fertil de dezvoltarea a mișcărilor revoluționare. 
În timpul revoluției, bolșevicii au adoptat sloganuri populare: "Toată puterea, Sovietelor!" sau "Pământ, pace și pâine!" Sovietele erau consilii locale orășenești formate din reprezentanții lucrătorilor diferitelor fabrici sau afaceri. Sovietele erau organizații ale democrației directe populare și cu toate că ele nu aveau o funcție oficială în structura puterii, exercitau o influență importantă asupra muncitorilor, influență de care guvernanții ar fi trebuit să țină seama.
După victoria revoluției, conducătorii comuniști au conceput o constituție care părea să recunoască autoritatea sovietelor locale. Cel mai înalt corp legiuitor era Sovietul Suprem. Cel mai înalt corp executiv era Biroul Politic al CC al PCUS. (Vezi și: Organizarea Partidului Comunist al Uniunii Sovietice). 
Primul conducător al Uniunii Sovietice a fost Vladimir Ilici Lenin, care fusese conducătorul facțiunii bolșevice a fostului Partid Social Democrat al Muncii din Rusia. Tulburările sociale care păreau să favorizeze revoluția l-au convins pe Lenin să cucerească puterea printr-o mișcare de forță în octombrie 1917. Primul act al guvernului comunist a fost încetarea participării Rusiei la luptele primului război mondial. În schimbul păcii, tânărul stat comunist ceda Germaniei cea mai mare parte a Ucrainei și Belarusului prin Tratatul de la Brest-Litovsk.

## Războiul civil rus
Aproape imediat după preluarea puterii de către bolșevici, sprijinitorii regimului țarist au pornit rebeliuni militare împotriva unui guvern pe care îl considerau nelegitim. Războiul civil rus a durat aproape patru ani, până în 1922. Cunoscuți cu numele generic de "albii", (prin opoziție cu "roșiii comuniști"), acești luptători antibolșevici au fost sprijiniți și de foștii aliați. Armatele Statelor Unite ale Americii, Marii Britanii și Franței au încercat să prevină întinderea revoltelor comuniste în afara granițelor rusești și să reimplice Rusia în luptele războiului mondial de partea Aliaților. Intervenționiștii au încercat să invadeze Rusia și au sprijinit forțele ostile bolșevicilor cu arme, muniții sau direct cu trupe. 

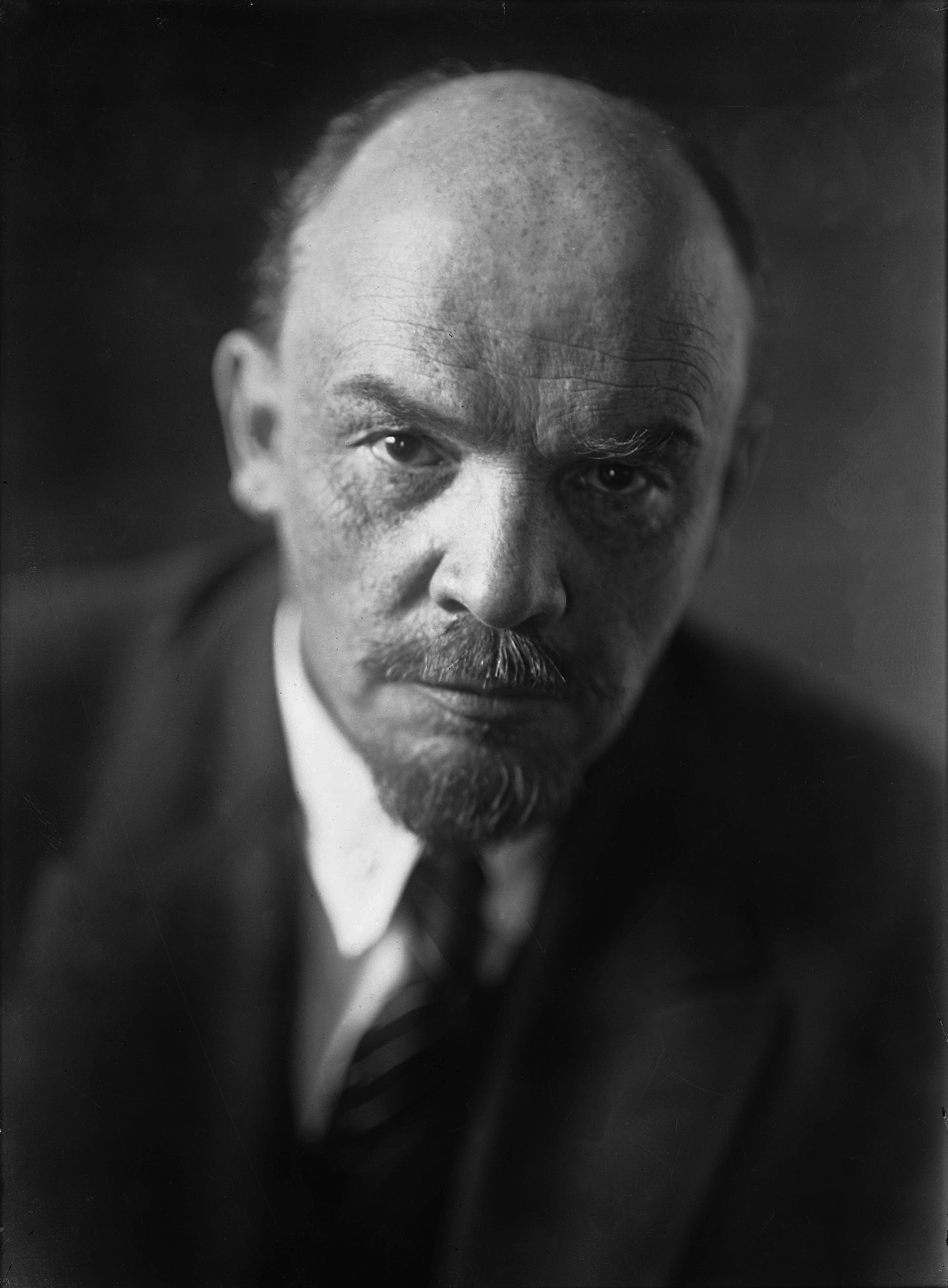
Vladimir Ilici Lenin

Partidul Bolșevic, mai târziu Partidul Comunist al Uniunii Sovietice, la început s-a bucurat numai de posibilități limitate de exercitre a puterii în stat, controlând numai o parte a teritoriilor aflate cândva sub controlul guvernelor țariste. Mai mult, partidul era divizat datorită diferitelor opțiuni de abordare a problemelor stringente și de perspectivă. În ciuda tuturor obstacolelor, comuniștii au reușit să-și consolideze rapid puterea în tot mai multe zone ale țării și au promulgat norme care au scos în afara legii orice posibil opozant sau partid politic rival agitând lozinca "centralismului democratic." 
Mai înainte de revoluție, doctrina bolșevică statua că numai un partid strâns unit și organizat după modelele mișcărilor clandestine ar fi capabil să răstoarne guvernul țarist. După revoluție, au adus argumentul că doar un partid organizat ca al lor ar putea lupta cu sorți de izbândă împotriva dușmanilor din interior și din străinătate. Izbucnirea războiului civil i-a forțat pe comuniști să pună în practică principiile teoretice enumerate mai înainte. 
Afirmând că revoluția nu are nevoie de o simplă organizație parlamentară, ci de un partid de acțiune care să funcționeze un corp diriguitor, având în frunte o avangardă a activiștilor și un organ central de control, Lenin a interzis orice sciziune în rândurile membrilor de partid. El considera că partidul trebuie să fie un corp de revoluționari de profesie care să-și dedice viețile cauzei comune și să ducă la îndeplinire deciziile conducătorilor, în condițiile unei discipline de fier. Membrii de partid loiali erau cei urmau să fie numiți în toate funcțiile de conducere ale instituțiilor politice, unităților militare, fabricilor, spitalelor și sistemului de aprovizionare cu alimente. Astfel s-a năcut sistemul nomenclaturist, care avea să evolueze până la stadiul în care putea fi caracterizat ca o grupare închisă, o nouă aristocrație birocratică. 
Teoretic, acest sistem trebuia să fie democratic, de vreme ce toate organele de conducere erau alese de jos în sus, dar urma să fie și centralizat, de vreme ce corpurile inferioare erau subordonat direct și fără drept de apel organizațiilor superioare. În practică însă, "centralismul democratic", era doar centralist, nu și democratic, de vreme ce toate hotărârile erau luate fără a  se ține seama de propunerile venite de jos. De-a lungul timpului, cadrele partidului se vor transforma în niște carieriști de duzină, fără nici o legătură cu idealurile revoluționare ale începuturilor bolșevice.
În decembrie 1917 a fost fondată CEKA, prima forță internă de securitate a statului bolșevic. Această organizație avea de-a lungul timpului să-și schimbe numele de mai multe ori în GPU, OGPU, MVD, NKVD și, în final, KGB. Această "poliție politică" a fost responsabilă pentru descoperirea celor pe care partidul comunist îi considera contrarevoluționari, indivizi care trebuiau excluși din partid sau trebuiau judecați. Pe 5 septembrie 1918, CEKA a fost însărcinată cu descoperirea rămășițelor elementelor țariste, a partidelor de opoziție, (așa cum era Partidul Socialist Revoluționar, sau a grupurilor ostile guvernului, așa cum erau cazacii. CEKA a dezlănțuit Teroarea Roșie. Felix Edmundovici Dzerjinski, primul conducător al CEKA a afirmat în ziarul Viața nouă:
"Noi reprezentăm  prin noi înșine teroarea organizată – aceasta trebuie spus foarte clar – această teroare este foarte necesară în vremea în care trăim în condițiile unor timpuri revoluționare."

## Războiul polono-sovietic
Frontierele dintre Polonia, (condusă de un guvern insufiecient de puternic, organizat în pripă după încetarea luptelor primului război mondial), și fostul imperiu tarist, erau absolut nesigure și haotice ca urmare a izbucnirii războiului civil rus. Conducătorul polonez Józef Pilsudski dorea formarea unei noi federații (Miedzymorze), care ar fi format un bloc de state est-europene conduse de Polonia, care să facă un front comun împotriva inamicilor tradiționali ai statelor din zonă: Germania și Rusia. În acest timp, conducătorii RSFS Ruse doreau să exporte revoluția bolșevică spre vest, statul independent polonez stându-le în cale. 
Atunci când Pilsudski a organizat în 1920 Operațiunea Kiev de pătrundere în Ucraina, Armata Roșie a reacționat, până acolo în cât polonezii au fost obligați să se apare în fața porților Varșoviei. Până în cele din urmă, Pilsudski a reușit să oprească înaintarea sovietică în bătălia de la Varșovia și a reluat ofensiva către răsărit. "Tratatul de pace de la Riga"  semnat în 1921 a împărțit teritoriile Belarusului și Ucrainei între Polonia și Rusia Sovietică.

## Crearea URSS-ului
Pe 29 decembrie 1922, RSFS Rusă, RSFS Transcaucaziană, RSS Belarusă și RSS Ucraineană au semnat Tratatul pentru crearea Uniunii Sovietice, formând o țară federală, a cărei înființare a fost corfirmată pe 30 decembrie 1922 de primul Congres al Sovietelor URSS-ului. 

## Noua Politică Economică
În timpul războiului civil (1917-1921), Lenin a adoptat politica comunismului de război, prin care era permisă confiscarea proprietăților agricole și a surplusurilor de recoltă. Rebeliunea de la Kronstadt a semnalat creșterea inpopularității politicii comunismului de război în țară, dar mai ales în zonele rurale. În martie 1921, la sfârșitul războiului civil, marinarii deziluzionați, (cei mai mulți dintre ei țărani la origine), care fuseseră printre cei mai îndârjiți aliați ai bolșevicilor împotriva guvernului provizoriu, s-au revoltat împotriva regimului comunist. În ciuda faptului că Armata Roșie de sub comanda lui Lev Troțki a zdrobit rebeliunea marinarilor, acest semn al creșterii nemulțumirii populare a fortat partidul lui Lenin să ia în seamă cei 80% din populația țării care o formau țăranii, în ciuda părerilor membrilor facțiunii de stânga a partidului, care  dorea o guvernare bazată numai pe reprezentanții proletariatului revoluționar. Drept consecință, Lenin a abandonat politica comunismului de război și în loc a dat lumină verde Noii Politici Economice, prin care statul comunist permitea existența unei economii limitate de piață. A fost permisă deschiderea micilor afaceri private, iar activitățile politice au fost într-o oarecare măsură liberalizate. 
În principal însă, era vorba de gestionarea surplusurilor de produse alimentare. În loc de rechiziționarea arbitrară a acestor surplusuri destinate hrănirii populației urbane, NEP-ul permitea vânzarea produselor agricole pe piața liberă, după ce erau cumpărate la prețuri fixate de  guvern alimentele destinate rezervelor statului. În schimb, statul continua să fie proprietarul "principalelor mijloace de producție și ramuri economice": industria grea , (sectoarele producătoare de cărbune, oțel), sistemul bancar și al asigurărilor și transporturile. Aceste sectoare economice angajau majoritatea muncitorilor din zonele urbane. În timpul NEP-ului, unitățile industriale erau destul de libere în luarea deciziilor economice care le privea în mod nemijlocit. 
Perioada Noii Politici Economice (1921-29) a fost de fapt o perioadă a "socialismului de piață" asemănătoare cu politica inițiată în Republica Populară Chineză după 1978, 
În timpul perioadei NEP-ului, nivelul producției agricole nu numai că a egalat performanțele atinse mai înainte de izbucnirea revoluției bolșevice, dar chiar le-a depășit. Desființarea moșiilor din perioada țaristă, care păstrau caracteristici feudale, le-a dat țăranilor cel mai mare stimulent pentru creșterea producției. Liberi acum să-și vândă  surplusurile de producție, cheltuielile țăranilor au dat un imbold activităților manufacturiere și comerciale din orașe. Ca rezultat al Noii Politici Economice și a desființării mariilor proprietăți agricole, Uniunea Sovietică a devenit în perioada NEP-ului cel mai mare producător de cereale. 
Agricultura și-a revenit după devastările războiului civil mult mai rapid decât industria. Fabricile, multe dintre ele grav avariate în timpul conflictului civil, erau mult mai puțin productive. În plus, organizarea intreprinderilor în trusturi  reprezentând un anumit sector industrial a dus la apariția dezechilibrelor dintre cerere și ofertă și a monopolurilor. Datorită lipsei de stimulente pe care le-ar fi adus economia de piață, în condițiile unui control al statului asupra politicii lor interne puțin sau de loc prezent, trusturile erau tentate să-și vândă produsele la prețuri din ce în ce mai mari, fară nici o legătură cu performanțele economice. 
Refacerea în ritm mai încet a industriei avea să creeze anumite probleme și agriculturii și țărănimii, care reprezenta majoritatea absolută a populației. De vreme ce agricultura era relativ mai productivă, indicii prețurilor pentru produsele industriale erau mai ridicați decât cele pentru mărfurile agricole. Ca urmare, a apărut ceea ce Troțki a denumit "criza forfecii", numită așa datorită graficului în formă de foarfecă a evoluției indexurilor prețurilor. Simplu vorbind, țăranii trebuiau să producă mai multe cereale pentru cumpărarea bunurilor de larg consum manufacturate în orașe. Ca urmare, unii țărani rețineau o parte a recoltei în așteptarea creșterii prețurilor, contribuind astfel la apariția unor crize temporare în aprovizionarea cu alimente în orașe. Aceasta este un comportament specific piețelor speculative, care erau înfierate de multe cadre de conducere ale partidului comunist, care considerau că țăranii exploatează populația urbană. 
În acest timp, partidul făcea tentative să adopte măsuri constructive pentru depășirea crizei, încercând să scadă prețurile bunurilor industriale și să controleze inflația prin impunerea controlului prețurilor bunurilor industriale de bază și desființarea trusturilor pentru a permite creșterea eficienței economice. 

### Moartea lui Lenin și renunțarea la NEP

#### Dezbinarea în rândurile membrilor conducerii Partidului Comunist
Datorită faptului că mecanismele succesiunii la putere nu fuseseră stabilite în procedurile partidului, moartea lui Lenin din 1924 a dezlănțuit o luptă acerbă între diferitele facțiuni pe tema soartei Noii Politici Economice. 
Opoziția de stânga condusă de Troțki era împotriva NEP-ului din mai multe considerente practice și ideologice. Sistemul socialismului de piața începuse să creeze rezultate negative specifice capitalismului: inflație, șomaj și apariția unei clase a îmbogățiților. Ei au folosit "Criza foarfecii" pentru a câștiga lupta politică împotriva aripii moderate a partidului, (care era sprijinitoarea NEP-ului), condusă de Nicolai Ivanovici Buharin. La început, Stalin s-a aliat cu Buharin pentru a înfrânge facțiunea troțkistă. În cele din urmă însă, după ce Troțki a fost exilat, Stalin s-a întors împotriva moderaților, reușind să-și întărească controlul deținut asupra partidului și statului. 

#### Consolidarea puterii lui Stalin
Pentru a găsi un motiv pentru abandonarea politicii economice leniniste, Stalin a hotărât să exploateze problemele asociate cu "criza forfecii".  Mai mult decât atât, el a blamat pe așa numiții "nepmeni" (micii negustori cu ridicata care apăruseră în zonele urbane)  și pe "culaci" (noua clasă mijlocie țărănească) pentru toate problemele existente, considerându-i noua clasă capitalistă. El a reluat toate argumentele folosite de inamicii lui din opoziția de stânga, așa cum erau apariția inflației și a șomajului, pentru a deminiza economia de piață. 
Stalin a schimbat taberele după cum i-au dictat interesele și până în cele din urmă a epurat partidul de membrii ambelor facțiuni și a conceput o cale de dezvoltare a țării care a integrat într-o oarecare măsură ambele politici economice. Stalin a adoptat poziția "stângistă" care se opunea agriculturii private, dar a adoptat și poziția facțiunii de "dreapta" a "socialismului într-o singură țară", care se concentra pe dezvoltarea internă mai mult decât pe exportul de revoluție. Stalin a încurajat exporturile de produse agricole și de materii prime, veniturile din export fiind folosite pentru importu de tehnologie occidentală necesară pentru dezvoltarea industriei naționale. 
La început, Stalin a format împreună cu Zinoviev și Kamenev o troikă a puterii împotriva lui Troțki. După ce a reușit să-l marginalizeze pe acesta din urmă și să-l îndepărteze din funcțiile de Comisar al Poporului pentru Război și de membru al Biroului Politic, Stalin s-a aliat cu Buharin împotriva celorlalți doi membri ai triumviratului, pentru ca în cele din urmă să se întoarcă și împotriva lui Buharin și a NEP-ului, reușind astfel să-și elimine toți adversarii și să devină cea mai importantă personalitate a partidului și guvernului
Din acel moment, Stalin și-a clădit o reputație de "bolșevic credincios" și de"mână dreaptă a lui lenin". În realitate, Lenin nu avusese încredere în Stalin, iar înainte de a muri a dictat o scrisoare numită de cele mai multe ori "Testamentul lui Lenin", în care atrăgea atenția asupra pericolului pe care îl reprezenta acumularea puterii în mâinile lui Stalin, pe care îl caracteriza drept "brutal", "intolerant" și "capricios". Stalin și sprijinitorii lui au acuns de publicul larg textul scrisorii. Anumite pasaje din scrisoare au ajuns să fie cunoscute în cercurile conducătoare ale partidului, dar textul în întregime nu a fost dat publicității decât după moartea lui Stalin din 1953. 